# Гласпер, Роберт
Роберт Гласпер (англ. Robert Glasper; род. 5 апреля 1978) — американский джазовый пианист и продюсер. Был девять раз номинирован на премию Грэмми из которых выиграл четыре, обладатель премии Эмми. Альбом Black Radio (2012) получил Грэмми за лучший R&B-альбом на 55-й церемонии вручения, также за альбом Black Radio 2 (2014) была вручена та же премия на 56-й церемонии вручения. Трек «These Walls» Кендрика Ламара из альбома To Pimp A Butterfly выиграл премию Грэмми за лучшее рэп-/песенное совместное исполнение на 57-й церемонии вручения, где Гласпер играет на клавишных. Саундтрек к фильму Убить трубача, автором которого являлся Гласпер, получил премию Грэмми за лучший саундтрек на 58-й церемонии вручения. За трек «Letter To The Free» написанный совместно с Common, в 2017 году была получена премия «Эмми» за лучшую оригинальную песню в документальном фильме «13th» (Netflix).

## Карьера
Раннее музыкальное влияние на Роберта оказала его мать, Ким Иветт Гласпер (англ. Kim Yvette Glasper), которая профессионально пела джаз и блюз. Она никогда не оставляла его с няней и брала с собой в клубы на выступления. Также она выступала в церкви, именно там Гласпер в возрасте 12 лет начал играть на фортепиано, и выступал во время службы. Роберт говорил, что впервые он разработал собственное звучание именно в церкви, она его очень вдохновляла и он смешивал церковную гармонию с джазовой.
Гласпер начал учиться в Высшей школе исполнительских и визуальных искусств (англ. High School for the Performing and Visual Arts) в Хьюстоне, а продолжил обучение в Новой школе джаза и современной музыки Нью-Йорка (англ. School of Jazz at The New School). В новой школе он встретился с нео-соул певцом Билалом Оливером. Они начали выступать и записывать вместе треки, что в дальнейшем повлияло на коллаборации Гласпера с хип-хоп и R&B исполнителями. Также работал в качестве саун-продюсера с Mos Def, Q-Tip (альбом The Renaissance), Канье Уэстом (альбом Late Registration), Мишель Ндегеочелло (альбом The World Has Made Me the Man of My Dreams), J Dilla, Эрикой Баду, Jay-Z, Талибом Квели, Common, Slum Village и Максвеллом, с которым он гастролировал в 2009 году в туре альбома BLACKsummers’night.
Первый альбом Гласпера, Mood, был выпущен на лейбле Fresh Sound New Talent в 2003 году, в коллективе с гитаристом Расселом Мэлоуном, барабанщиком Марком Уитфилдом, басистом Кристианом Макбрайдом и трубачами Теренсом Бланшаром и Роем Харгроувом. В альбоме 6 авторских композиций, а также джазовые стандарты «Blue Skies», «Alone Together» и «Maiden Voyage» Хэрби Хэнкока. Гласпер говорил, что аранжировка «Maiden Voyage» была вдохновлена песней Radiohead «Everything in Its Right Place». В основном составе на записи альбома Боб Херст играет на басу, Демиан Рид на ударных. В записи также участвовали Билал, саксофонисты Джон Эллис и Маркус Стрикленд, гитарист Майк Морено.
На Blue Note Records был выпущен альбом Canvas (2005). Альбом содержит 9 авторских композиций и очередную аранжировку композиции Хэнкока «Riot». Гласпер в трех треках альбома использует Rhodes. Также в записи снова участвовал Билал. В альбоме In My Element, выпущенном в 2006 году, представлены песни, написанные в честь матери Гласпера («Tribute»), а также хип-хоп-продюсера J Dilla («J Dillalude»). Гласпер также в очередной раз выпускает свою версию композиции Хэнкока «Maiden Voyage», которая переходит в «Everything in Its Right Place». Также в композиции Гласпер "цитирует" «Fleurette Africaine» Дюка Эллингтона.
В альбоме Double-Booked (2009) часть композиций записаны в трио с использованием рояля, а часть в жанре фанк, с различными эффектами и электронными инструментами, как например Rhodes и вокодер (используется в композиции «Butterfly» авторства Хэнкока). В записи альбома участвовали приглашенные вокалисты Билал и Mos Def. Билал был номинирован на премию Грэмми в 2010 году за лучшее урбан- или альтернативное исполнение с треком «All Matter».
Гласпер выступал на крупнейших фестивалях и площадках по всему миру - Театр «Аполлон», Зал славы рок-н-ролла, Голливуд-боул, North Sea Jazz Festival, Фестиваль музыки и искусства Боннару, Центр исполнительских искусств имени Джона Ф. Кеннеди, фестиваль Фудзи-рок, London Jazz Festival в Барбикане, Monterey Jazz Festival, Playboy Jazz Festival, Театр Генри Фонда, Театр Эль-Рей и клуб The Troubadour. Помимо своего основного трио (Демиан Рид - ударные, Висент Арчер - контрабас), он также возглавляет Robert Glasper Experiment (Барнис Тревис - бас, Джастин Тайсон - ударные, Майкл Северсон - гитара, DJ Jahi Sundance и Кейси Бенджамин - саксофон, вокодер) в котором исследует слияние джаза и хип-хопа. Был гостем многочисленных шоу, таких как CBS Late Show с Дэвидом Леттерманом, NBC Tonight Show с Джеем Лено, NBC Late Night с Джимми Фэллоном и The Conan O'Brien Show на TBS.
В феврале 2012 года был выпущен альбом Black Radio, в котором участвовало много нео-соул и хип-хоп исполнителей - Lupe Fiasco, Билал, Лала Хатауэй и Yasiin Bey. Black Radio создал новую парадигму для творчества в музыке, выйдя за рамки укоренившихся жанровых границ, чтобы создать уникальное видение, которое собрало в себе все черты современной музыки. Альбом ожидал как коммерческий успех (10 место в рейтинге Billboard's Top Current Albums), так и широкое признание. Rolling Stone писали: «Гласпер возглавил непростой путь джаз-хип-хопа и уверенно по нему идет». Альбом получил премию Грэмми в 2013 году за лучший R&B альбом. В ноябре 2012 года был выпущен Black Radio Recovered: The Remix EP с пятью ремиксами на треки из предыдущего альбома от Questlove, Solange, Джорджии Малдроу, Пита Рока и 9th Wonder.
29 октября 2013 года Гласпер выпустил Black Radio 2, еще одно жанровое объединение. В основном составе остался Experiment с участием Роберта Гласпера на клавишах, Деррика Ходжа на басу, Марка Коленбурга на барабанах и Кейси Бенджамина на вокодере и саксофоне. Из приглашенных исполнителей в записи участвовали Common, Норвуд Брэнди, Джилл Скотт, Марша Амброзиус, Энтони Гамильтон, Фэйт Эванс, Нора Джонс, Snoop Dogg, Lupe Fiasco и Эмели Санде.
16 июня 2015 года The Robert Glasper Trio выпустили альбом Covered, в котором представлены инструментальные обработки песен множества известных исполнителей, включая Radiohead, Джона Ледженда, Кендрика Ламара и Джони Митчелла. Весь альбом был записан в прямом эфире на Capitol Studios в 2014 году. Альбом был номинирован на премию Грэмми за лучший инструментальный джазовый альбом.
Гласпер был продюсером, композитором и аранжировщиком в фильме «Убить трубача» (2015), биографическом художественном фильме о жизни легендарного джазового трубача Майлза Дэвиса, который, по словам Гласпера, больше всего повлиял на него. Саундтреки в основном состоят из аранжировок и интерпретаций некоторых известных композиций Дэвиса, за исключением нескольких треков, написанных самим Гласпером.
27 мая 2016 года Гласпер выпускает альбом Everything's Beautiful, впервые на Columbia Records и Legacy Recordings. Альбом служит данью Майлзу Дэвису и включает в себя ремиксы и переосмысления нескольких его работ. Хотя Дэвис и умер в 1991 году, он числится соисполнителем альбома. В записи альбома также участвовали Стиви Уандер, Билал, Illa J, Эрика Баду, Phonte, Hiatus Kaiyote, Лора Мвула, Джорджия Анна Малдроу, Ledisi и Джон Скофилд.
16 сентября 2016 года вышел альбом ArtScience. Это первый альбом Robert Glasper Experiment, где все участники являются авторами какой-либо композиции, также первый альбом без приглашённых вокалистов. В нем участвуют саксофонист и вокалист Кейси Бенджамин, басист Деррик Ходж, барабанщик Марк Коленбург и сам Гласпер. Альбом был записан в Новом Орлеане.
В 2018 году вышел альбом Collagically Speaking проекта R+R=NOW, в котором Гласпер занимает ведущую роль. В проекте принимали участие Террас Мартин, трубач Кристиан Скотт, басисит Деррик Ходж, ди-джей и битмейкер Тейлор Макферрин и барабанщик Джастин Тайсон. R+R=Now означает «Reflect + Respond = Now»; намек на заявление Нины Симон о том, что «долг художника, насколько я понимаю, заключается в отражении времени» и ссылка на текущий политический климат. А также организован коллектив August Greene совместно с Common и Карреймом Риггинсом в сопровождении Бернисса Трэвиса и Самора Пиндерхьюз. Август Грин был сформирован Гласпером, Common и Риггинсом после того, как Гласпер и Риггинс совместно занималсись продюсированием альбома Common Black America, в который вошёл получивший Эмми трек «Letter to the Free», который был показан в знаменитом документальном фильме Авы Дюверней 13th. Группа ранее выступала вместе для специального выпуска серии концертов NPR Tiny Desk в Белом доме в 2016 году; первая и единственная сделанная в этом месте. August Greene выпустили одноименный дебютный альбом 21 февраля 2018 года.
В октябре 2018 года Гласпер открыл первую из своих ежегодных и легендарных резиденций на месяц в Blue Note NYC. Каждый год, отыгрывая 56 аншлаговых концертов за 30 дней, Гласпер курирует уникальную программу; свидетельством широты его видения является количество артистов, которых привлекает Гласпер к шоу на сцене и за её пределами. Проекты включали трибьют Стиви Уандеру с Люком Джеймсом, выступлении группы с Ясиин Беем (ранее Mos Def) и трио Эсперансы Сполдинг. Гости варьировались от Common, Black Thought, Yebba и Q-Tip до Анджелы Дэвис и Ильясы Шабазз, Дэйва Шаппела и Тиффани Хэддиш, многие из которых появлялись без сценария, выступая с Гласпером, а также смотрели шоу. Резиденция сейчас считается одним из самых захватывающих, непредсказуемых и творческих моментов в городе.
Летом 2019 года Гласпер был артистом в резиденции на всемирно известном джазовом фестивале North Sea, где курировал и выступал на выходных с рядом специальных групп и проектов на сценах фестиваля.
В сентябре 2019 года Гласпер работал резидентом Центра исполнительских искусств Кеннеди. Он ознаменовал открытие их нового здания двухнедельной серией мероприятий и разъяснительной работы.
3 октября 2019 года Гласпер выпустил микстейп Fuck Yo Feelings; его первая запись на Loma Vista Records, в первый день его резидентства с 56 шоу в Blue Note NYC. Fuck Yo Feelings - результат двухдневной сессии, в ходе которой Гласпер отправлял текстовые сообщения своим друзьям-музыкантам с приглашениями зайти в студию и вместе творить. Популярные артисты, среди которых были Херби Хэнкок, YBN Cordae, Buddy, Андра Дей, YEBBA, Baby Rose и Rhapsody. Зачастую работы сочинялись на месте. Название альбома отражает татуировку, которую Гласпер сделал за неделю до записи.
В 2019 году Роберт Гласпер появился в веб-сериале Тони Тай Стерретт «Potty Break» как исполнитель R&B по имени «The Hawk».
Гласпер завершил 2019 год, написав оригинальную музыку для документального фильма Аполлон, получившего премию «Эмми». В нем рассказывается история легендарного одноименного места в Гарлеме. Гласпер также стал соавтором и исполнителем заключительной песни фильма Don't Turn Back Now вместе с Ледиси.
В 2020 году Гласпер продолжил свою работу на большом экране, написав музыку к фильму The Photograph. Выпущенный 14 февраля 2020 года фильм был снят режиссером Стеллой Меги, в главных ролях Исса Рэй и Лейкит Стэнфилд.
25 июня 2020 года Роберт Гласпер, Камаси Вашингтон, Террас Мартин и 9th Wonder объявили о создании группы Dinner Party. Они выпустили сингл «Freeze Tag», за которым последовал одноименный дебютный альбом 10 июля 2020 года.
В марте 2020 года Гласпер выступил на Марше на Вашингтон с Дерриком Ходжем и легендой фанка Джорджем Клинтоном.
27 августа 2020 года Роберт выпустил «Better Than I Imagined», первый сингл с его долгожданного грядущего альбома Black Radio 3. В песне H.E.R. и Мишель Ндегеочелло проповедуется любовь, сила и ответственность черных.
В августе 2020 года Гласпер участвовал в прямой трансляции записи EP певца Билала VOYAGE-19, созданной удаленно во время пандемии COVID-19. Он был выпущен в следующем месяце, а выручка от его продаж пошла участвующим музыкантам, столкнувшимся с финансовыми трудностями из-за пандемии.
В сентябре 2020 года Гласпер сотрудничал с Common, чтобы написать и исполнить финальную тематическую песню для образовательного проекта Netflix под названием Bookmarks, в котором черные знаменитости и артисты читают детские книги чернокожих авторов, чтобы вызвать содержательные разговоры об эмпатии, равенстве, справедливости, любви к себе и противодействии расизму. Проект был представлен Марли Диас, в котором читали Лупита Нионго, Джилл Скотт, Мисти Коупленд, Карамо Браун и многие другие.
Гласпер также привлек много внимания к своей личности, принимая участие в записи известного альбома Кендрика Ламара To Pimp A Butterfly. Также он принимал участие в написании, либо же исполнении материала таких артистов, как Мак Миллер, Андерсон Пак, Banks, Big K.R.I.T., Билал, Q-Tip, Талиб Квели, August Greene. В сентябре 2017 года Гласпер появился в прямом эфире с Эсперансой Сполдинг во время записи трека «Heaven in Pennies» для альбома Spalding's Exposure, который был выпущен в декабре этого же года.

## Дискография

### Студийные альбомы
| Год выпуска | Год записи | Название               | Лейбл                  | Примечания | Позиции в чартах |
| ----------- | ---------- | ---------------------- | ---------------------- | --- | ---------------- |
| 2004        | 2002       | Mood                   | Fresh Sound New Talent | Большинство треков трио записаны при участии Боба Хёрста (бас) и Дэмиона Рида (ударные); два трека квартета – при участии Билала (вокал); один трек квинтета – при участии Джона Эллиса (тенор-саксофон), Майка Морено (гитара); один трек квинтета – при участии Эллиса и Маркуса Стиркленда (тенор-сакс).     |                  |
| 2005        | 2005       | Canvas                 | Blue Note              | Большинство треков трио записаны при участии Висенте Арчера (бас), Дэмиона Рида (ударные); два трека квартета – при участии Марка Тёрнера (тенор-сакс) или Билала (вокал); один трек квинтета – при участии Тёрнера и Билала.                                                                                   |                  |
| 2007        | 2006       | In My Element          | Blue Note              | Большинство треков трио записаны при участии Висенте Арчера (бас), Дэмиона Рида (ударные); один трек – с преподобным Джо Рэтлиффом (художественная декламация). |                  |
| 2009        |            | Double-Booked          | Blue Note              | Некоторые треки трио записаны при участии Деррика Ходжа (электробас), Кейси Бенджамина (альт-сакс, вокодер); некоторые треки квартета – при участии Мос Дефа или Билала (вокал); некоторые треки трио – с Висенте Арчером (бас), Крисом Дэйвом (ударные).                                                       |                  |
| 2012        |            | Black Radio            | Blue Note              | При участии Кейси Бенджамина (вокодер, флейта, саксофон, синтезатор), Деррика Ходжа (бас), Криса Дейва (ударные, перкуссии), Джахи Сандэнс (вертушки) на некоторых треках; плюс различные приглашённые артисты.                                                                                                 | США #15, СК #81  |
| 2013        |            | Black Radio 2          | Blue Note              | При участии Кейси Бенджамина (саксофон, синтезатор, вокодер), Деррика Ходжа (бас), Марка Коленбурга (ударные, перкуссия); плюс различные приглашенные артисты. | США #16, СК #86  |
| 2015        | 2014       | Covered                | Blue Note              | Большинство композиций трио – при участии Висенте Арчера (бас), Дэмиона Рида (ударные); плюс различные приглашенные артисты. | США #190         |
| 2016        |            | Everything's Beautiful | Columbia/Legacy        | используя сэмплы Майлза Дэйвиса | США #152         |
| 2016        |            | ArtScience             | Blue Note              | [ 40 ] | США #129         |
| 2019        |            | Fuck Yo Feelings       | Loma Vista Recordings  | При участии Криса Дейва (ударные), Деррика Ходжа (бас), Эффиена Крокетта, Buddy, Дензела Карри, Терраса Мартина, Джеймса Пойзера, YBN Cordae, Билала, Хёрби Хэнкока, Мика Дженкинса, Yebba, Эндры Дей, Стейсиэнн Чин, Baby Rose, Rapsody, SIR, B Kelly, Song Bird, Muhsinah, Queen Sheba, Ясиин Бея.            |                  |
| 2022        |            | Black Radio III        | Loma Vista Recordings  | С вокалом Амира Сулеймана, Killer Mike, BJ the Chicago Kid, Big K.R.I.T., D Smoke, Тиффани Гуше, Q-Tip, Эсперансы Сполдинг, Yebba, H.E.R., Meshell Ndegeocello, Лалы Хэтеуей, Common, Musiq Soulchild, Posdnuos, Грегори Портера, Ledisi, Анта Клемонса, Дженнифер Хадсон, PJ Morton, Ty Dolla Sign, India Arie |                  |

### EP
- Black Radio Recovered: The Remix EP (Blue Note, 2012)[41]
- Porter Chops Glasper (Blue Note, 2014)[42]
- Robert Glasper x KAYTRANADA: The ArtScience Remixes (2018)

### Саундтреки
- Miles Ahead: Original Motion Picture Soundtrack (Columbia/Legacy, 2015)[43]
- The Photograph: Original Motion Picture Soundtrack (Back Lot Music, 2020)

### Совместно с R+R=Now
- Collagically Speaking (Blue Note, 2018)[44]